# Téa Leoni
Elizabeth Téa Pantaleoni (Nueva York, 25 de febrero de 1966), más conocida como Téa Leoni, es una actriz estadounidense.

## Biografía
Es hija del abogado Anthony Pantaleoni y de Emily Patterson. Es descendiente de la familia Pantaleoni de Macerata: su abuelo paterno era sobrino del economista italiano Maffeo Pantaleoni y uno de los fundadores de Westinghouse Electric. Se graduó en Brearley School, The Putney School y Sarah Lawrence College. También estudió antropología y psicología.

## Vida personal
Se casó con el actor David Duchovny, el 6 de mayo de 1997. Tuvieron dos hijos: Madelaine West Duchovny, nacida el 24 de abril de 1999, y Kyd Miller Duchovny, nacido el 15 de junio de 2002. El 15 de octubre de 2008, la pareja anunció separación por varios meses, aunque después volvieron a estar juntos. Tiempo después, anunciaron una nueva y definitiva separación a fines de junio de 2011.
Un asteroide llamado (8299) Téaleoni, fue nombrado en honor a su personaje como reportera en la película Deep Impact. Actualmente tiene una relación con el actor Tim Daly, desde que empezaron a rodar la serie Madam Secretary en 2014.

## Filmografía
| Año       | Película                 | Papel                     | Notas                        |
| --------- | ------------------------ | ------------------------- | ---------------------------- |
| 1991      | Switch                   | Connie                    |                              |
| 1992      | A League of Their Own    | Racine                    |                              |
| 1994      | Wyatt Earp               | Sally                     |                              |
| 1994      | The Counterfeit Contessa | Gina Leonarda Nardino     | Película para televisión     |
| 1995      | Dos policías rebeldes    | Julie Mott                |                              |
| 1996      | Flirting with Disaster   | Tina Cable                |                              |
| 1998      | Impacto Profundo         | Jenny Lerner              |                              |
| 2000      | The Family Man           | Kate Reynolds             | Saturn a la mejor actriz     |
| 2001      | Parque Jurásico III      | Amanda Kirby              |                              |
| 2002      | Hollywood Ending         | Ellie                     |                              |
| 2003      | People I Know            | Jili Hopper               |                              |
| 2004      | Spanglish                | Deborah Clasky            |                              |
| 2005      | Fun with Dick and Jane   | Jane Harper               |                              |
| 2005      | House of D               | Sra. Warshaw              |                              |
| 2007      | You Kill Me              | Laurel Pearson            | También productora ejecutiva |
| 2008      | Ghost Town               | Gwen                      |                              |
| 2011      | Tower Heist              | Claire Denham             |                              |
| 2014-2019 | Madam Secretary          | Elizabeth Faulkner McCord | Productora y Protagonista    |